# Christus und die minnende Seele
Das Gedicht Christus und die minnende Seele ist eine auf einem Bilderbogen basierende Dichtung. Die Ursprünge des Bilderbogens reichen in die erste Hälfte des 14. Jahrhunderts zurück, aus ihm entstand später ein umfangreicher Text von über 2000 Versen, eine „klösterliche Lehrdichtung“, vielleicht für eine Begine im Bodenseeraum geschrieben.

## Gedicht
Mystik ist im christlichen Glauben die Frömmigkeitsform, die den Gläubigen zur unmittelbaren Gottesschau, zur Vereinigung mit Gott (unio mystica) führen kann. Die „minnende Seele“ steht für den Gläubigen, der als „liebende Seele“ (weibliche) Braut des himmlischen (männlichen) Bräutigams Jesus Christus ist. „Christus und die minnende Seele“ beschreibt nun den allegorischen Dialog zwischen Braut und Bräutigam. Dabei kommt im ersten Teil der Schrift der weltlichen, herrschaftsbetonten Ehe mit der Unterordnung der Frau unter den Mann eine wesentliche Rolle zu. Der zweite Teil des dargestellten „Bilderbogens“ sieht anders aus: statt Unter- und Überordnung, statt weiblicher Passivität (auch im Sinne eines Erleidens), statt Entfremdung der Ehepartner ist es nun die Frau bzw. die Seele, die aktiv fordernd eine Entscheidung zu Gunsten Christi fällt: „Ich will lieber dir haften an./Ich wil dich, lieber herr, nun allain.“ Zweisamkeit und erotische Privatheit stellen in Abkehr des Liebespaares von der Außenwelt die unio mystica her: „Lieb, ich und du sind all ain, / Alsus wirt ains us uns zwain.“

## Handschrift St. Georgen Nr. 89
Eine der wenigen mittelalterlichen Handschriften, die das Gedicht enthalten, ist der aus dem Villinger Georgsklosters stammende, sich heute in der Badischen Landesbibliothek in Karlsruhe befindende Codex St. Georgen Nr. 89. Die Handschrift enthält auf 99 kleinformatigen Folioblättern das „Gedicht von Christus und der minnenden Seele“ (fol. 1r) und die Erbauungsschrift „Christus mit den sieben Laden“ (fol. 80v). Auf Folio 99 verso finden sich Federproben. Die Papierhandschrift ist 14,50 cm hoch, 10,70 cm breit und ist um die Mitte des 15. Jahrhunderts (bzw. nach 1430) entstanden. Die beiden im alemannisch-schwäbischen Dialekt verfassten Texte enthalten eine Reihe von farbigen Bildern, etwa das auf Folio 1 recto, über das eine spätere Hand aus der zweiten Hälfte des 15. Jahrhunderts erklärend den Titel „Die minnende Seele (und die Engel)“ schrieb. Die Handschrift ist in schwarzer Tinte geschrieben, die Initialen sind rot, ein roter Ledereinband schützt die Blätter. An Makulatur fand sich auf der Innenseite des vorderen Buchdeckels das Bruchstück eines Prozessionales aus dem 14. Jahrhundert, auf der Innenseite des hinteren Buchdeckels ein Teil einer deutschen Pergamenturkunde aus dem 15. Jahrhundert.

## Handschrift Mainz Nr. 46
Ein Pergamentfragment des in einer anderen Fassung ebenfalls in der Badischen Landesbibliothek in Karlsruhe als Codex Donaueschingen 106 liegenden Hauptkodex, besteht aus von diesem abgetrennten 8 Seiten. Es befindet sich im Bestand der Mainzer Martinus-Bibliothek als Hs 46. Das Fragment stammt aus der Sammlung des Goethe-Vertrauten Fritz Schlosser (1780–1851) und wird zusammen mit dem Karlsruher Gesamtkodex auf vor 1497 in Konstanz geschrieben datiert und war für das Augustiner-Chorfrauenstift Inzigkofen bestimmt.